# トーチソング
トーチソング (torch song) は、感傷的なラブ・ソングで、典型的には、歌い手が、報われない片思いの恋、失恋を嘆くもので、恋人が振り向いてくれないとか、去ってしまうとか、恋愛のあやが関係に影響するとかいったテーマが取り上げられる。この表現は、「to carry a torch for someone」（誰かのために松明を運ぶ）という、報われない愛の明かりを灯し続けることを意味することわざに由来している。
トミー・ライマン (Tommy Lyman) は、「マイ・メランコリー・ベイビー (My Melancholy Baby) を賞賛して、この言い回しを使いはじめた。
この言い回しは、ビリー・ホリデイ、サラ・ヴォーン、エラ・フィッツジェラルドのバージョンで人気が出た曲「ジム (Jim)」の中でも使われている。
Someday, I know that Jim will up and leave me / But even if he does you can believe me / I'll go on carryin' the torch for Jim./ I'll go on lovin' my Jim. 
いつか、ジムが私を捨てて去っていくのはわかってる / でも、もしそうなっても私は絶対に / ジムのために松明を持ち続ける（ジムを思い続ける）/ 私のジムを愛し続ける
トーチソングは、20世紀前半、あるいは20世紀半ばのアメリカ合衆国のポピュラー音楽の一ジャンルと説明されることもある。他方では、トーチソングの歌唱は、ひとつのジャンルというよりはニッチ的なものであるという見方もある。伝統的なジャズの影響を受けた歌唱から外れたものになっていくこともあり、アメリカ合衆国におけるトーチソングの伝統は、典型的には、ブルースの旋律構造に多くを負っている。
トーチソングを集めたアルバムの例に、ビリー・ホリデイの1955年のアルバム『ミュージック・フォー・トーチング (Music for Torching)』がある。
エルヴィス・プレスリーで知られる「ブルー・クリスマス (Blue Christmas)」なども、トーチソングとして言及されることがある。